# The Art of the Saxophone
The Art of the Saxophone ist ein Jazz-Album von Bennie Wallace. Es wurde am 7. und 8. Februar 1987 in New York City aufgenommen und auf dem japanischen Denon Label veröffentlicht.

## Das Album
Nach einer Reihe von Alben für das deutsche Enja-Label, bei denen Wallace bereits mit dem Gitarristen John Scofield, dem Bassisten Eddie Gomez und dem Schlagzeuger Dannie Richmond zusammengearbeitet hatte, war The Art of the Saxophone die zweite Veröffentlichung auf dem Denon-Label nach dem Monk-Album Brilliant Corners mit dem Pianisten Yōsuke Yamashita. Für das aktuelle Album ergänzte Wallace die Rhythmusgruppe aus Scofield, Gomez und Richmond um vier verschiedene Saxophonisten als Gastmusiker. Das „ambitionierte Projekt“ (All Music Guide) brachte es mit sich, dass Bennie Wallace flexibel sich seinen verschiedenen Spielpartnern anpasste und sich fließend von Swing, Blues bis zum Free Jazz bewegte. In Ergänzung zu dem Jazzstandard You Go to My Head spielte Wallace sechs Eigenkompositionen und zwei Duke-Ellington-Stücke, Prelude to a Kiss und All Too Soon.
Mit der Wahl von Harold Ashby, Jerry Bergonzi, Lew Tabackin und dem Altsaxophonisten Oliver Lake drückte Bennie Wallace seine persönliche Bewunderung für die verschiedenen Musiker aus: „Ich wählte Harold Ashby aus, weil ich immer schon sein Spiel im Duke Ellington Orchestra bewundert habe. Ich liebe Harolds Klang und seinen Balladenstil. Es kommt sehr stark von Ben Webster; ich denke, er ist ein großartiger Musiker.“

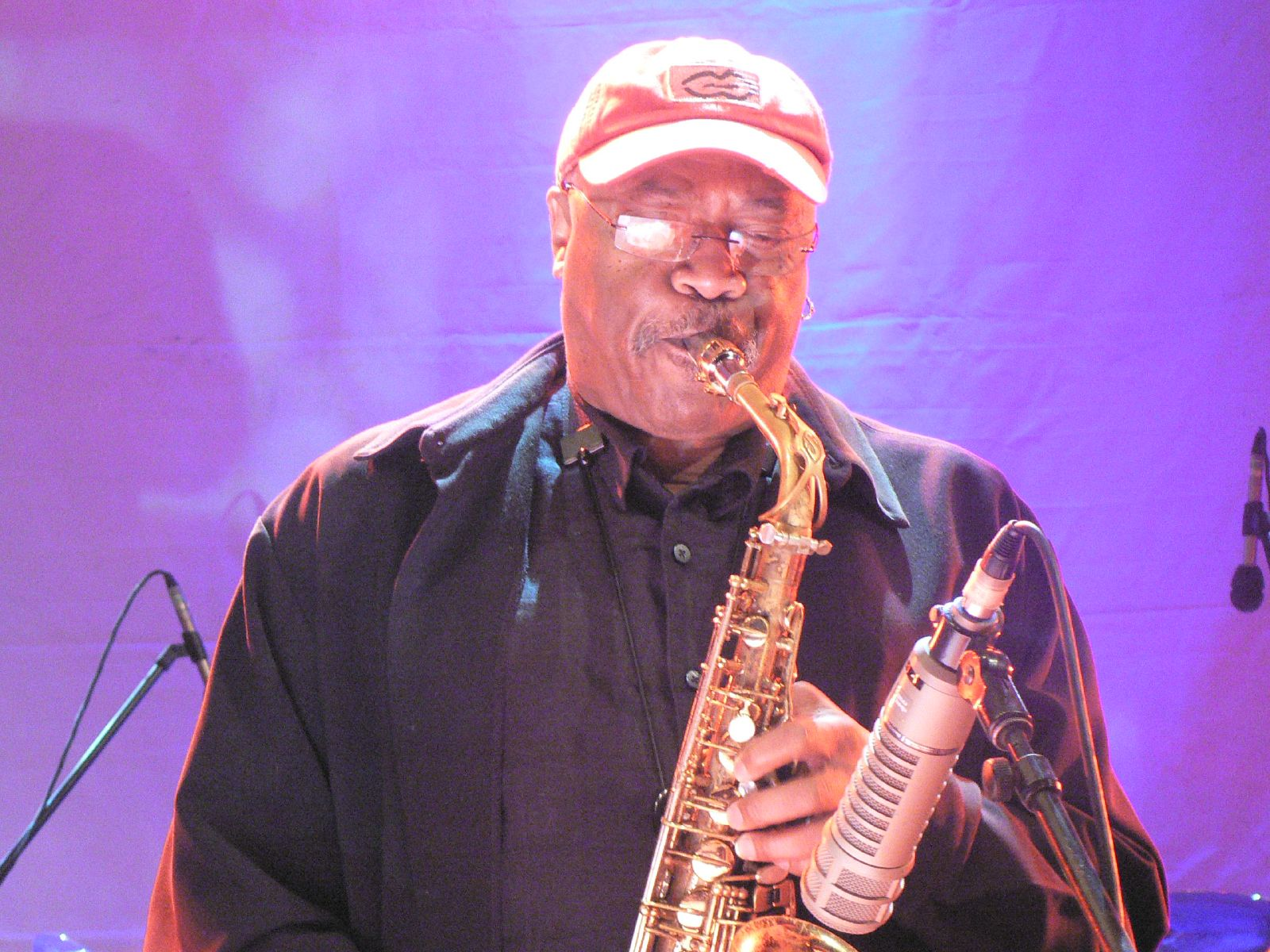
Oliver Lake (2007, Photo: Andy Newcombe)

Oliver Lake und Wallace hatten gemeinsam in der Probenband von Paul Jeffries gespielt: „Ich hörte ihn dann später mehrmals unbegleitet spielen und merkte, dass er in seinem Spiel eine ganz besondere Qualität hat. Lew Tabackin ist ein alter Freund von mir, mit dem ich schon oft gespielt habe; und Jerry Bergonzi wählte ich aus, weil er es fertig bringt, Wärme und Persönlichkeit mit einem von Coltrane beeinflussten Spiel zusammenzuführen. Da ist keine Imitation dabei von dem, wie es vielleicht Coltrane gespielt hätte. Ich wusste, dass ich mit Jerry all die schwierigen Melodien würde spielen können, die ich für dieses Projekt geschrieben hatte.“
Das Album beginnt mit einem dieser Titel, an denen Jerry Bergonzi mitwirkte; die boppige Komposition Edith Head ist eine Reminiszenz an die legendäre Kostümbildnerin Alfred Hitchcocks. Gitarrist Scofield hat hier ein Solo. Bergonzi und Wallace spielen dann erneut in Chester Leaps Again zusammen; das schwierige Stück mit häufigen Taktwechseln widmete Wallace seinem Lehrer in der Highschool-Bigband, Chet Hedgecroth. „Er ist wirklich der Grund, warum ich und viele andere Schüler Musiker wurden“, sagte Wallace über ihn. Bergonzi spielt auch bei Thangs mit, einer Eigenkomposition von Wallace, in der Gomez ein Solo hat und Scofield mit Akkord-Untermalungen brilliert.
Monroe County Moon ist eine langsame Bluesnummer; der Titel bezieht sich auf die Region, in der sich die Farm von Bennie Wallace’ Familie befindet. Er hatte das Stück einige Jahre zuvor schon mit Dave Holland und Elvin Jones für Enja aufgenommen (Big Jim’s Tango, 1983). Dieses Stück stellt das expressive Blues-Spiel des Gastmusikers Harold Ashby sowie von John Scofield heraus. Rhythm Head wiederum hebt den Altisten Oliver Lake hervor; das Stück beginnt mit einem an Ornette Coleman erinnernden Rubato – eine Reminiszenz an den Titel Peace aus dem Album The Shape of Jazz to Come von 1960.

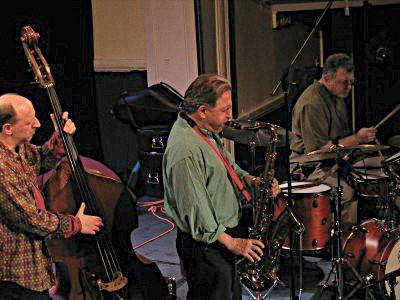
Jerry Bergonzi im Bennett Alliance

Die Swing-Ballade You Go to My Head, einer der Höhepunkte des Albums, stellt den Bassisten Eddie Gomez solistisch heraus; Gast-Saxophonist ist hier Lew Tabackin. Als das Stück voranschreitet, setzt plötzlich die rhythm section aus; Wallace und Scofield spielen ein einfühlsames Duett über die Melodie; die Band kehrt schließlich zurück und Wallace und Tabackin führen ein musikalisches Katz-und-Maus-Spiel auf, mit dem das Stück dann endet.
Der Ellington-Titel All Too Soon wird als unbegleitetes Duo von Bennie Wallace und seinem Gast Lew Tabackin interpretiert, „pure Improvisation über ein Thema“. Die zweite Ellington-Nummer Prelude to a Kiss ist von emotionalen Balladenspiel Harold Ashbys geprägt. Die melancholische, von Scofields Akkordspiel untermalte Stimmung erinnert an die Interpretationen des Songs durch Billie Holiday.
Der letzte Titel, Wallace’ Eigenkomposition Prince Charles mit einem open blowing-Charakter, ist beherrscht durch ein aggressiveres Spiel des Gitarristen John Scofield sowie das Spiel der beiden Saxophonisten Oliver Lake und Bennie Wallace. Dieser äußerte sich zu dem komplizierten Stück: „Wir übten das Stück gerade, als wir es aufnehmen wollten; so brauchten wir fünf Takes dafür. Wir schauen jetzt weiter und spielen es jede Nacht, um zu sehen, wie es sich weiterentwickelt.“

## Bewertung des Albums

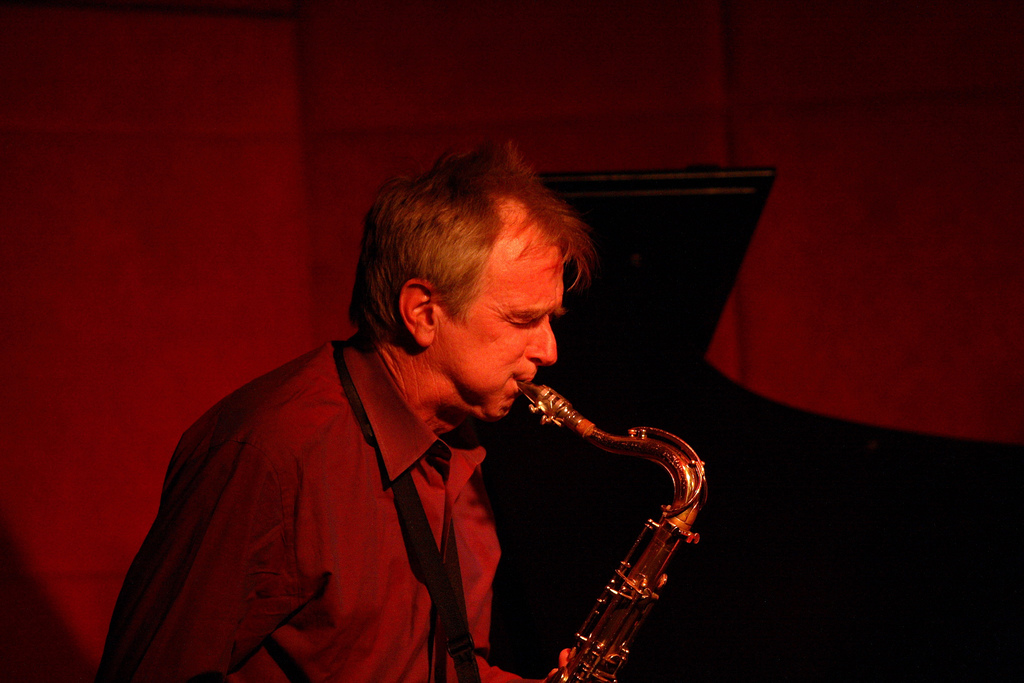
Bennie Wallace

Ian Carr hebt das Album unter Wallaces frühen Veröffentlichungen hervor; die Autoren Richard Cook und Brian Morton, die in der zweiten Auflage ihres Penguin Guide to Jazz dem Album die zweithöchste Bewertung verliehen, halten The Art of the Saxophone und das Vorgängeralbum Brilliant Corners für zwei außergewöhnliche und unzureichend bekannte Alben. Cook und Morton heben insbesondere das Duett von Wallace und Tabackin (All Too Soon), Ashbys meisterhafte Interpretation von Prelude to a Kiss sowie die Fähigkeit von Wallace und Scofield, die unterschiedlichen Musiker in einen Gesamtkontext einzubinden.
Auch der All Music Guide verlieh dem Album die höchste Bewertung.

## Titelliste
- Bennie Wallace – The Art of the Saxophone (Denon 33 CY 1648 (CD), PG 6011 (CD-Gold-Edition))
  1. Edith Head (Bennie Wallace) – 7:07
  2. You Go to My Head (Haven Gillespie – Fred Coots) – 6:56
  3. Rhythm Head (Bennie Wallace) – 6:39
  4. Monroe County Moon (Bennie Wallace) – 6:25
  5. Thangs (Bennie Wallace) – 7:07
  6. All Too Soon (Duke Ellington/Irving Gordon/Irving Mills) – 4:10
  7. Chester Leaps In (dedicated to Chet Hedgecroth) (Bennie Wallace) – 6:56
  8. Prelude to a Kiss (Duke Ellington/Irving Gordon/Irving Mills) – 7:45
  9. Prince Charles (Bennie Wallace) – 7:32